# خوان رودريغيز (كاهن كاثوليكي)
خوان رودريغيز (بالإسبانية: Juan Rodríguez de Fonseca)‏ (و. 1451 – 1524 م) هو كاهن كاثوليكي، وسياسي إسباني، توفي في برغش، عن عمر يناهز 73 عاماً.

## مناصب
تولى منصب Roman Catholic Bishop of Badajoz ‏ (حتى 12 نوفمبر 1524)
- Bishop of Burgos ‏
- مطران كاثوليكي
- Roman Catholic Bishop of Palencia ‏

.

## التعليم
تعلم في جامعة سلامنكا
.